# 藤原顕光
藤原 顕光（ふじわら の あきみつ）は、平安時代中期の公卿。藤原北家、関白太政大臣・藤原兼通の長男。官位は従一位・左大臣。
父・兼通が関白になると、昇進して公卿に列するが、兼通の死後はその弟・兼家（顕光の叔父）と道長（顕光の従弟）父子に実権を奪われる。無能者として知られ、朝廷の儀式で失態を繰り返して世間の嘲笑を買った。晩年、左大臣に上るが失意のうちに死去し、道長の家系に祟りをなしたと恐れられ、悪霊左府と呼ばれた。

## 経歴
応和元年（961年）従五位下に叙せられる。村上朝における朝廷の実力者であった祖父・師輔の系統（九条流）は天皇家との血縁関係を強く結び、師輔の娘の中宮安子が生んだ冷泉天皇、円融天皇が相次いで即位して、政界の主導権を握っていた。天禄元年（970年）師輔の長男である伊尹がまず摂政となるが天禄3年（972年）に没し、後継を巡って二男の兼通と三男の兼家が争った末、兄の兼通が関白宣下を受けた。
父・兼通が関白になると顕光も引き立てられ、天禄4年（973年）12年ぶりに昇進して従五位上・左衛門佐に叙任されると、翌天延2年（974年）正五位下・蔵人頭、天延3年（975年）従四位下・参議に叙任され公卿に列す。しかし、既にこの時点で権中納言となっていた弟・朝光には昇進を越されていた。貞元2年（977年）には顕光も権中納言へ順調に昇進したものの、同年、兼通は病に倒れ死去した。やがて、政界の主導権を兼家が握ると顕光の昇進は止まり、兼家の子（道隆、道兼、道長）に次々と追い抜かれる。正暦元年（990年）に兼家が死去すると、道隆が関白となる。弟・朝光は闊達な才人であり加えて酒を通じて道隆に近く、顕光が中納言であったのに対して、既に大納言に昇進していた。長徳元年（995年）都で疫病が広まると公卿が次々と罹患して死に、朝光も病没する。関白・道隆も平素からの大酒が原因で病死した。代わってその弟・道兼が関白になるが、疫病に倒れわずか数日で死去。この疫病の猖獗により多数の大官が没したために、顕光は権大納言に昇進した。
道兼の後継を巡って内覧の宣旨を受けた右大臣道長（道兼の弟）と内大臣伊周（道隆の嫡男）が争うが、長徳2年（996年）に伊周とその弟の隆家が花山法皇に矢を射かけるという事件を起こして失脚（長徳の変）。道長は左大臣に進み、右大臣には顕光が任じられる。顕光は形式的には太政官の次席となるが、実権は完全に道長が掌握していた。その上に顕光はかねてから無能で知られており、有職故実・典礼に通じた学識人の藤原実資はその日記『小右記』で「出仕以来、万人に嘲笑され通しだ」と顕光を酷評している。
同年に顕光は娘・元子を一条天皇に女御として入内させる。中宮の定子は先に失脚した伊周の妹であり、しかも、道長の娘は幼くまだ入内していなかった。この状況で元子が第一皇子を産めば顕光は天皇の外戚となりうる可能性があった。そして、翌長徳3年（997年）に元子は懐妊する。元子は堀川第に里下りして出産に備え、顕光は僧侶を集めて男子出産を加持祈祷させた。ところが、元子は産み月になっても一向に産気づかなかった。そこで顕光は元子を寺へ連れてゆき安産の祈祷をさせると、ようやく産気づくが不思議に水が流れ出るばかりで、とうとう赤子は出てこなかった。この騒ぎで顕光と元子は世間の嘲笑を受けた。長保元年（999年）道長は長女・彰子を女御として入内させる。長保2年（1000年）道長は彰子を中宮となし、定子を皇后にさせる。一帝に二后が立つ異例の事態だが、道長は権勢で押し通した。彰子は幼く、まだ元子が皇子を産む可能性もあったが、元子が再び懐妊することはなかった。結局、寛弘5年（1008年）に彰子が敦成親王（後の後一条天皇）を生み、続いて敦良親王（後の後朱雀天皇）も生んだ。これで、道長との権勢の隔絶からも顕光が外戚となる可能性はほとんどなくなった。寛弘8年（1011年）一条天皇が崩御して三条天皇（冷泉天皇の皇子）が即位した。東宮には当然のごとく彰子の生んだ敦成親王が立てられる。道長は三条天皇の外叔父にあたり、引き続き外戚ではあるが、両者は対立して政務が渋滞する事態となった。この時に三条天皇が頼りにしようとしたのは学識人の大納言・藤原実資であり、一方、右大臣の顕光は左大臣の道長におもねっていた。
この頃、未亡人となっていた元子が参議・源頼定と恋仲になった。これに顕光は激怒し勘当し元子の髪を無理やりに切って尼にさせようとするが、元子は頼定と共に駆け落ちし後に娘を二人儲けた。なお、顕光は邸宅の堀河第を妹・延子のみに継承させ、元子に継承させないという事件を起こしており、元子は彰子にこの相続の件で相談している。長和5年（1016年）三条天皇は眼病を理由に道長から強く退位を迫られ、宮中で孤立していた三条天皇はこれに屈して敦成親王への譲位を認めるが、自らの第一皇子の敦明親王を東宮にすることを条件とした。道長はこれを受け入れた。敦明親王には顕光の娘の延子が嫁して男子（敦貞親王）も生んでおり、再び外戚となる可能性が生じた。もっとも、この時点で顕光は既に70歳を超えており、子・重家も既に出家していた。
三条天皇の譲位に伴う固関・警固の儀式が行われた際、顕光は自ら儀式の主催を買って出る。道長は老齢な上に無能な顕光が儀式を取り仕切ることに不安を感じて婉曲に断ったが、顕光は押し切って引き受けた。顕光は式次第を書き付けた草紙（ノート）を持って儀式に臨んだが、結果は儀式進行の手違いや失態が多く、またも公卿らの嘲笑を買い、実資は『小右記』に「（失態を）いちいち書いていては筆がすり切れる」と書き残し、道長も「至愚之又至愚也」と罵倒したと聞き記している。この時代は典礼儀式が最も重んじられ、それをこなせない顕光は無能者とされ公家社会から軽んじられたとされる。ただし、こうした見方については以下の観点からの異論もある。
- 道長が全権を掌握している時期にもかかわらず、顕光は20年以上も大臣を務めている（藤原公季を越えて右大臣となり、以後道長の近親や他の有力者の存在にも関わらずその地位を明け渡さなかった）。
- 当時においても有職故実に関しては諸説分かれており、実資の批判は自己の小野宮流の見解に反する行動が取られた場合に対する例が多い。具体的には、顕光の従兄弟で賢臣として知られる斉信に対しても顕光同様の辛辣な非難が見られる。
- 儀式での失態の多くが道長関連のものであることから、儀式での失態とされるものの中には道長への牽制の意味を持った意図的な行動を含む可能性もある。

顕光自身は典礼儀式を軽んじることはなく、（能力が伴ったかどうかは別としても）陣定といった政務にも精励した。長徳4年（998年）伊勢国において平維衡と平致頼が合戦を起こす。律令の規定では、五位以上のものは許可なく畿外に出てはならないことになっており、この2人の罪状を定めることになった。最初は両者とも死罪に定められたが、のち遠流となり、結局は維衡を位階を奪わない移郷、致頼は隠岐国への流罪に落ち着いた。この際、参入した顕光は移郷となればその配所を決めるために改めて陣定を行う必要があるが、参入した公卿が3人と少なく憚りがあると発言した。この件から顕光が他の公卿から軽んじられていて彼が上卿だと陣定の参加者が少ないということ、および顕光が陣定の規定とその重要性をきちんと認識しているということがわかる。
長和5年（1016年）敦成親王が即位（後一条天皇）すると、東宮には約束通り敦明親王が立てられた。しかしながら、敦明親王は道長とは外戚関係がない上に、舅の顕光は頼りにならず、全く不安定な立場だった。翌寛仁元年（1017年）3月に既に道長が辞して空席になっていた左大臣に顕光は昇る。同年5月に失意の三条上皇が崩御すると、そのわずか3ヶ月後の8月に敦明親王は自ら東宮の辞退を申し出た。しかも、道長は敦明親王に報いるために上皇待遇として小一条院の称号を与え、さらに娘・寛子を娶らせた。こうして、敦明親王は延子と幼い敦貞親王を捨てて、寛子の許へ去ってしまった。夫を奪われた延子は絶望してほどなく病死する。この事件のために顕光は一夜にして白髪になってしまい、さらに道長を怨んで道摩法師に呪詛させたという。
老齢の顕光はそれでも左大臣として数年出仕を続けた。この年の10月に火災で家を失った家司のために自分の堀河第の廊を削って住居として与えたことから「世以て甘心せず、誠に奇となすのみ」と評されているが、彼の情深い性格を示している。寛仁2年（1018年）道長は後一条天皇に娘・威子を入内させた。その中宮への立后の際、皇后の位は娍子・中宮の位は妍子であり、皇太后のみが空位であった。そこで、妍子を皇太后に移し、空いた中宮に威子を立てることになった。儀式にあたっては「中宮（妍子）を皇太后にする」という宣命を係の内記に作らせる際に、顕光は誤って「皇后（娍子）を皇太后にする」という文を作れと命じてしまい、道長から罵倒されている。
治安元年（1021年）正月に従一位に叙せられる。同年5月25日の未刻に薨去。享年78。最終官位は左大臣従一位。
顕光の死後、万寿2年（1025年）に延子から敦明親王を奪った寛子が病死、続いて同年に東宮（敦良親王）妃・嬉子が出産直後に急死。さらに2年後、三条天皇の中宮だった皇太后・妍子も崩御した。これらの道長の娘の続けての死は顕光と延子の怨霊の祟りと恐れられた。それにより、顕光は悪霊左府と呼ばれるようになった。

## 官歴
『公卿補任』による。
- 天徳5年（961年） 正月5日：従五位下（中宮御給）
- 康保3年（966年） 正月27日：筑前権守。日付不詳：昇殿
- 天禄元年（970年） 12月16日：右兵衛権佐
- 天禄4年（973年） 正月7日：従五位上（佐労）。正月28日：左衛門佐。8月：五位蔵人（朝光辞替）
- 天延2年（974年） 10月5日：蔵人頭（挙賢卒去替）。11月18日：正五位下（朔旦別勅叙之、或云佐労）
- 天延3年（975年） 正月7日：従四位下。正月22日：右近衛中将。11月27日：参議、止中将
- 天延4年（976年） 正月28日：兼播磨権守。2月：着座
- 貞元2年（977年） 正月7日：従四位上。3月26日：正四位下（閑院行幸賞）。4月24日：従三位、権中納言。8月2日：正三位（造宮行事賞、上首2人）
- 寛和2年（986年） 7月20日：中納言。7月26日：従二位
- 正暦2年（991年） 9月21日：兼左衛門督検非違使別当
- 長徳元年（995年） 6月19日：権大納言兼右近衛大将
- 長徳2年（996年） 正月：按察使。7月20日：右大臣（宣命）。7月21日：右大将如元。12月27日：辞大将
- 長保2年（1000年） 正月24日：正二位
- 寛弘8年（1011年） 6月13日：東宮傅（春宮・敦成親王）、勅授
- 長和5年（1016年） 正月29日：停傅（即位）、勅授如元。3月16日：兼東宮傅（春宮・敦明親王）
- 長和6年（1017年） 3月4日：左大臣、傅如元。3月22日：聴輦車。8月9日：止傅（依皇太子辞退）
- 寛仁5年（1021年） 正月7日：従一位。5月20日：依病上表。5月24日：出家。5月25日：重上表、薨去（左大臣従一位）

## 系譜
- 父：藤原兼通
- 母：昭子女王 - 元平親王の娘[注釈 1]
- 妻：盛子内親王 - 村上天皇の第五皇女
  - 男子：藤原重家（977-?）
  - 女子：藤原元子（979?-?）  - 一条天皇女御、のち源頼定室
  - 女子：藤原延子（985-1019） - 小一条院御息所
- 妻：藤原遠量の娘 - もと藤原道兼室
- 生母不詳の子女
  - 男子：重慶
  - 男子：藤原顕忠[注釈 2]

徳川氏譜代の家臣で、江戸時代に譜代大名・旗本となった本多氏、佐賀藩の重臣石井氏は、顕光の後裔と称した。

## 関連作品
- NHK大河ドラマ『光る君へ』（2024年、演：宮川一朗太）